# Inchview
Inchview est un ancien stade de football écossais situé dans le quartier de Whiteinch, dans la ville de Glasgow.
Doté de 8 000 places, le stade, inauguré en 1875 et fermé en 1897, est connu pour avoir été l'enceinte à domicile du Partick FC, ainsi que du Partick Thistle.